# Сидячий Бик
Сидя́чий Бик (англ. Sitting Bull, лак.Татанка Ійотаке, близько 1831 — 15 грудня 1890) — вождь і духовний провідник індіанських племен племені хункпапа народу сіу, національний народний герой США.

## Біографія
Сидячий Бик очолював племена індіанців, що протистояли переселенню в резервації: як противник переселення та підписів несправедливих угод, мав багато наступників серед усіх племен лакота. 25 червня 1876, під час Війни за Чорні Пагорби, об'єднані війська індіанців сіу та шеєнів під проводом Сидячого Бика та Шаленого Коня в битві при Літл-Біггорн розбили кавалерію генерала Джорджа Кастера; була це одна із найзначніших перемог індіанців у війні за свою територію. Після поразки Кастера армія США почала справжнє полювання на «зрадників-індіанців». Великий табір розділився на групи, котрі спробували уникнути поселення в резервації і дали відсіч військам. Група Сидячого Бика відступила в Канаду, але в 1881 році і вони були вимушені здатися; самого Сидячого Бика було ув'язнено у Форт-Ренделі. Після звільнення у 1883 році активно виступав проти продажу земель резервації.
Коли в 1890 році серед племен сіу з'явилося багато прибічників месіанського культу Танцю Духа — і ситуація виходила з-під контролю — вирішено арештувати найагресивніших вождів: у першу чергу — Сидячого Бика. Хоч сам не був із числа ватажків культу, однак залишався дуже вороже настроєним до білих — і готувався до повстання. При спробі заарештувати його виникла перестрілка і вождя вбив сержант індіанської поліції Червоний Томагавк.